# フラム
フラム（英: Fulham）は、イギリス・ロンドン（グレーター・ロンドン）南西部に位置する地名。日本ではフルハムと読まれることも多い。
1965年まではグレーターロンドンを構成する独立した地方自治体の区（バラ）だったが、現在はハマースミスと統合されハマースミス・アンド・フラム区の一部である。

## 著名な施設等
フラム・フットボールクラブが本拠地を置いており、日本ではサッカー選手稲本潤一が所属したことで知られている。
フラム宮殿 (Fulham Palace) は、1973年までロンドン主教公邸だった。